# Yves Hémar
Yves Victor Hémar est un architecte français du XXe siècle né à Saint-Malo le 13 décembre 1886 et décédé le 5 mai 1955 à Saint-Servan (Ille-et-Vilaine). 

## Biographie
Il est le fils de Victor Hémar, employé des télégraphes, et d'Anne Marie Perrine Dauphin. Il épouse, le 22 juillet 1915, Suzanne Eugénie Joséphine Marcelle Leroux.
Il est admis en 1906 à l'école nationale des Beaux-Arts de Paris, dans l'atelier de Jules Alexandre Godefroy puis de Victor Laloux. Il interrompt sa scolarité le temps d'effectuer son service militaire : il est sapeur au sein du 1er régiment du Génie, entre le 9 octobre 1907 et le 25 septembre 1909. Il est diplômé le 24 février 1914. 
Yves Hémar participe à la Première Guerre mondiale à partir du 4 janvier 1915 jusqu'à sa démobilisation le 1er mai 1919.

## Œuvres
L'œuvre de l'architecte malouin Yves Hémar s'inscrit dans le style néo-breton, dont il est un des représentants les plus créatifs avec Georges-Robert Lefort ou James Bouillé (ce dernier et Hémar sont ainsi membres du Seiz Breur). Cette étonnante école architecturale est née du souci de reconstruire le pays sans négliger son identité après le conflit de 1914-1918, s'inspirant des peintres de l'école de Pont-Aven mais aussi de l'esprit nordique et même hongrois. Ce style marquera l'architecture des années 1920 aux années 1950.
Outre sa participation à la création de la station balnéaire moderne de Sables-d'Or-les-Pins en 1922, une partie de la reconstruction de Saint-Malo intra-muros (partie située entre la rue Jacques-Cartier et la Grand-Rue), de nombreuses maisons de villégiature sur la côte d'Émeraude, on lui doit aussi :
- la grande poste de Saint-Malo (1928)
- la villa Castel-Mond, à Dinard (1928)[3]
- la villa Le Revenant à Saint-Lunaire (1928)[4],[5]

- le club nautique de Dinard (1932)
- l'aquarium de Dinard (1935)[6],[note 1]

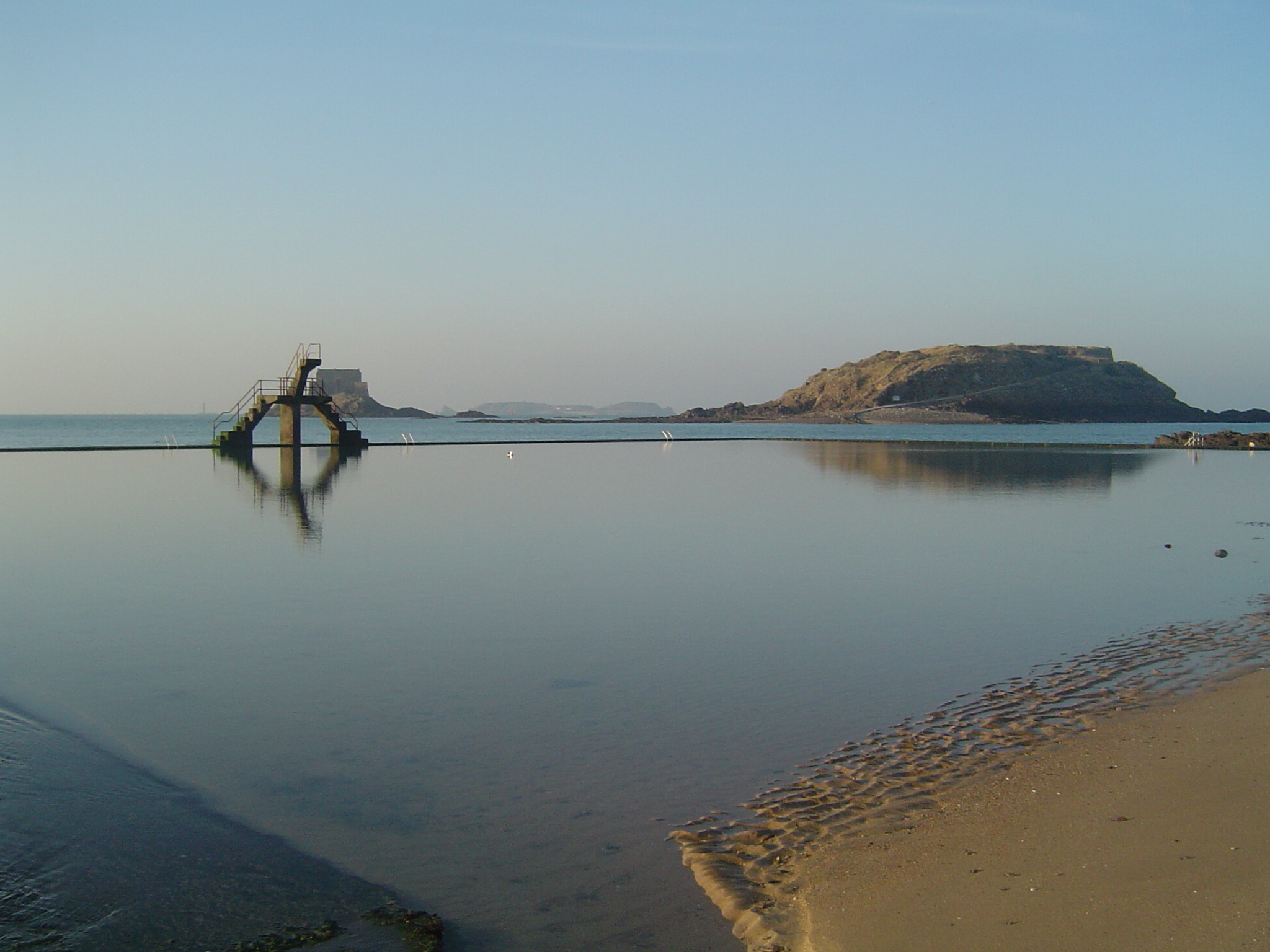
Piscine d'eau de mer de Bon-Secours à Saint-Malo

- la piscine d'eau de mer de la plage de Bon-Secours à Saint-Malo (1936)[7],[8]
- l'église Notre-Dame-des-Grèves de Saint-Malo, quartier de Rocabey (transept  et chœur) (1937)
- la villa Cornu à Pléneuf-Val-André ; construite pour André Cornu, député des Côtes-du-Nord (1939). La villa reprend deux éléments standard du manoir, la tourelle d'angle et la lucarne[9],[10]
- le mausolée de Lady Mond, à Belle-Isle-en-Terre (1939)[11]
- le phare du Cap Fréhel (1946-1950) dans les Côtes-d'Armor.

## Distinctions
- Chevalier de la Légion d'honneur en 1932[12]